# اس‌اس کوبا (۱۹۲۰)
اس‌اس کوبا (۱۹۲۰) (به انگلیسی: SS Cuba (1920)) یک کشتی بود که طول آن ۹۳٫۷۸ متر (۳۰۷ فوت ۸ اینچ) بود. این کشتی در سال ۱۸۹۷ ساخته شد.